# World Association of Newspapers
De World Association of Newspapers (WAN) is een wereldwijde belangenorganisatie van 78 nationale dagbladfederaties, dagbladen in 122 landen, 10 persagentschappen en 10 regionale persorganisaties. Bij elkaar vertegenwoordigt de WAN 18.000 publicaties wereldwijd. De WAN werd opgericht in 1948 en is een niet-gouvernementele non-profitorganisatie.
In Nederland vertegenwoordigt ze de Vereniging de Nederlandse Dagbladpers en in Vlaanderen de Vlaamse Dagbladpers.
De WAN stelt zich de volgende doelen:
- Verdediging van de persvrijheid en de economische onafhankelijkheid van kranten
- Levering van een bijdrage aan de voortgaande ontwikkeling van de dagbladbranche door de bevordering van communicatie tussen kranten over de gehele wereld
- De bevordering van samenwerking tussen de aangesloten organisaties.

Jaarlijks reikt de WAN de Gouden Pen van de Vrijheid uit aan personen of organisaties die een buitengewone bijdrage hebben geleverd in de verdediging en bevordering van de persvrijheid.
De WAN is in juli 2009 samengegaan met IFRA — een onderzoeks- en dienstverlenende organisatie voor de persindustrie. IFRA was opgericht in 1961 en vertegenwoordigde 3000 uitgeverijen en leveranciers aan de uitgeverijsector uit meer dan 70 landen. De nieuwe naam werd WAN-IFRA en heeft haar hoofdkantoren in het Duitse Darmstadt en het Franse Parijs, met nog afdelingen in Frankrijk, India, Singapore, Spanje en Zweden. Op het moment van samengaan vertegenwoordigde de combinatie meer dan 18.000 publicaties, 15.000 online websites en meer dan 3000 bedrijven in meer dan 120 landen.